# Chirocentrus nudus
Chirocentrus nudus is een straalvinnige vissensoort uit de familie van wolfsharingen (Chirocentridae). De wetenschappelijke naam van de soort is voor het eerst geldig gepubliceerd in 1839 door Swainson.